# Női 3 méteres szinkronugrás a 2013-as úszó-világbajnokságon
A női 3 méteres szinkronugrást július 20-án rendezték meg a 2013-as úszó-világbajnokságon. Reggel volt a selejtező, este a döntő.

## Eredmény
Zölddel kiemelve a döntőbe jutottak
| Helyezés  | Versenyző                                   | Nemzetiség | Selejtező | Selejtező | Döntő     | Döntő    |
| Helyezés  | Versenyző                                   | Nemzetiség | Pont      | Helyezés  | Pont      | Helyezés |
| --------- | ------------------------------------------- | ---------- | --------- | --------- | --------- | -------- |
| Aranyérem | Vu Min-hszia Si Ting-mao                    | CHN        | 334.20    | 1         | 338.40    | 1        |
| Ezüstérem | Tania Cagnotto Francesca Dallapè            | ITA        | 302.40    | 2         | 307.80    | 2        |
| Bronzérem | Jennifer Abel Pamela Ware                   | CAN        | 300.78    | 3         | 292.08    | 3        |
| 4         | Laura Sánchez Arantxa Chávez                | MEX        | 264.00    | 9         | 290.70    | 4        |
| 5         | Pandelela Rinong Cheong Jun Hoong           | MAS        | 283.50    | 5         | 289.20    | 5        |
| 6         | Rebecca Gallantree Alicia Blagg             | GBR        | 281.01    | 6         | 284.73    | 6        |
| 7         | Samantha Pickens Amanda Burke               | USA        | 265.92    | 8         | 284.64    | 7        |
| 8         | Sherilyse Gowlett Maddison Keeney           | AUS        | 284.07    | 4         | 279.03    | 8        |
| 9         | Diana Csaplieva Darja Govor                 | RUS        | 263.10    | 10        | 278.40    | 9        |
| 10        | Hanna Piszmenszka Olena Fedorova            | UKR        | 274.50    | 7         | 270.90    | 10       |
| 11        | Nakagava Mai Sibuszava Szajaka              | JPN        | 262.50    | 11        | 250.50    | 11       |
| 12        | Sharon Chan Leung Sze Man                   | HKG        | 251.97    | 12        | 244.71    | 12       |
| 16.5      | H09.5                                       |            |           |           | 00:55.635 | O        |
| 13        | Tina Punzel Kieu Duong                      | GER        | 250.80    | 13        |           |          |
| 14        | Inge Jansen Celine van Duijn                | NED        | 250.50    | 14        |           |          |
| 15        | Gondos Flóra Reisinger Zsófia               | HUN        | 241.89    | 15        |           |          |
| 16        | Nicole Gillis Julia Vincent                 | RSA        | 241.38    | 16        |           |          |
| 17        | Choi Sut Ian Lo I Teng                      | MAC        | 234.30    | 17        |           |          |
| 18        | Cho Eun-Bi Kim Szudzsi                      | KOR        | 229.74    | 18        |           |          |
| 19        | Marcela Marić Maja Borić                    | CRO        | 227.07    | 19        |           |          |
| 20        | Sari Ambarwati Suprihatin Eka Purnama Indah | INA        | 208.47    | 20        |           |          |